# Флисем
Флисем (њем. Fließem) општина је у њемачкој савезној држави Рајна-Палатинат. Једно је од 235 општинских средишта округа Ајфелкрајс Битбург-Прим. Према процјени из 2010. у општини је живјело 699 становника. Посједује регионалну шифру (AGS) 7232039.

## Географски и демографски подаци
Флисем се налази у савезној држави Рајна-Палатинат у округу Ајфелкрајс Битбург-Прим. Општина се налази на надморској висини од 341 метра. Површина општине износи 8,4 km². У самом мјесту је, према процјени из 2010. године, живјело 699 становника. Просјечна густина становништва износи 83 становника/km².